# Vita-Poștova, Kiev-Sveatoșîn
Vita-Poștova (în ucraineană Віта-Поштова) este localitatea de reședință a comunei Vita-Poștova din raionul Kiev-Sveatoșîn, regiunea Kiev, Ucraina.

## Demografie
Componența lingvistică a localității Vita-Poștova
     Ucraineană (93,75%)
     Rusă (5,05%)
     Alte limbi (0,12%)
Conform recensământului din 2001, majoritatea populației localității Vita-Poștova era vorbitoare de ucraineană (93,75%), existând în minoritate și vorbitori de rusă (5,05%).